# Codenames
Codenames — настольная игра, придуманная Владей Хватилом и опубликованная в 2015 году издательством Czech Games Edition. В России локализована издательством GaGa Games и известна под названием Codenames: Кодовые Имена.

## Правила игры
Игра представляет собой словесно-командное соревнование. Игроки делятся на две команды. Перед игроками выкладывается поле из 25 случайных слов. Каждому слову соответствует секретный агент той или иной команды (красной или синей), мирный житель или убийца. Капитаны двух команд по очереди озвучивают подсказку для своих игроков, чтобы привести их к словам, которые соответствуют своим агентам.
Цель игры
Отгадать всех своих агентов раньше, чем это сделает команда противника, и не встретить убийцу.
Ход
Капитан команды смотрит на ключ-карту и видит, какие из 25 разложенных на столе карточек относятся к своим агентам, какие к мирным жителям и какая карточка обозначает в данной партии убийцу. После этого он дает своим игрокам подсказку в виде одного слова и одной цифры, которая обозначает количество карточек, объединенных этим словом.
Игроки совещаются и выбирают одно слово, которое, по их мнению, лучше всего подходит к подсказке. Если они отгадали верно, капитан выкладывает на это слово карточку агента своего цвета, а игроки продолжают отгадывать слова. Если выбранная карточка оказывается мирным жителем, то ход переходит к команде соперников. Если выбранная карточка оказывается агентом соперников, то ход переходит к ним и они получают это слово как отгаданное. Если команда встречает убийцу, то она незамедлительно проигрывает.
Конец игры
Игра заканчивается победой одной из команд в том случае, если команда верно отгадывает всех своих агентов или команда противника сталкивается с убийцей.

## Мобильное приложение
Разработчики игры выпустили приложение для смартфонов, которое автоматизирует переход хода от одной команды к другой, отсчитывает время на ход и генерирует новые ключи.

## Отзывы и награды
В интервью для BGG на Spiel 2015 автор игры Владя Хватил рассказывал о количестве игроков и о том, как оно может меняться прямо в процессе игры. 

Когда я тестировал игру, это была как одна затяжная игра. Были команды, они играли. Входили новые люди, я звал их присоединиться. Кто-то приходил, кто-то уходил. То есть можно присоединиться с середины игры. Оригинальный текст (англ.)When i was playing and testing, it was like one continuous game. There was some people sitting down and playing, other were coming and joining the game, leaving it, doesn't matter. You can join the game at half. — Владя Хватил
Игра получила следующие награды: номинант премии Origins Awards Лучшая семейная игра (2016), победитель премии Лучшая семейная игра в Германии (2016), номинант премии Настольная игра года по версии SXSW (2016), победитель Major Fun! Award (2015), Знак качества Dice Tower (2015), победитель в номинации Лучшая семейная игра года по версии BGG Golden Geek Award (2015), победитель в номинации Лучшая игра для вечеринок года по версии BGG Golden Geek Award (2015).
Занимает 20 место в международном рейтинге настольных игр и 1 место среди игр для вечеринок по версии сайта boardgamegeek.com.
Игра была переведена на 20 языков (английский, венгерский, голландский, датский, испанский, итальянский, каталонский, корейский, немецкий, норвежский, польский, португальский, румынский, словацкий, финский, французский, чешский, шведский, японский и русский).
Одна из лучших настольных игр 2015 года по версии журнала «Популярная механика».
- Победитель Major Fun! Award (2015), Знак качества Dice Tower (2015);
- Победитель в номинации Лучшая семейная игра года по версии BGG Golden Geek Award (2015)[5];
- Победитель в номинации Лучшая игра для вечеринок года по версии BGG Golden Geek Award (2015)[6];
- Победитель Meeples' Choice (2015)[7];
- Игра года в Германии / Spiel des Jahres (2016)[8];